# Jock Sturges

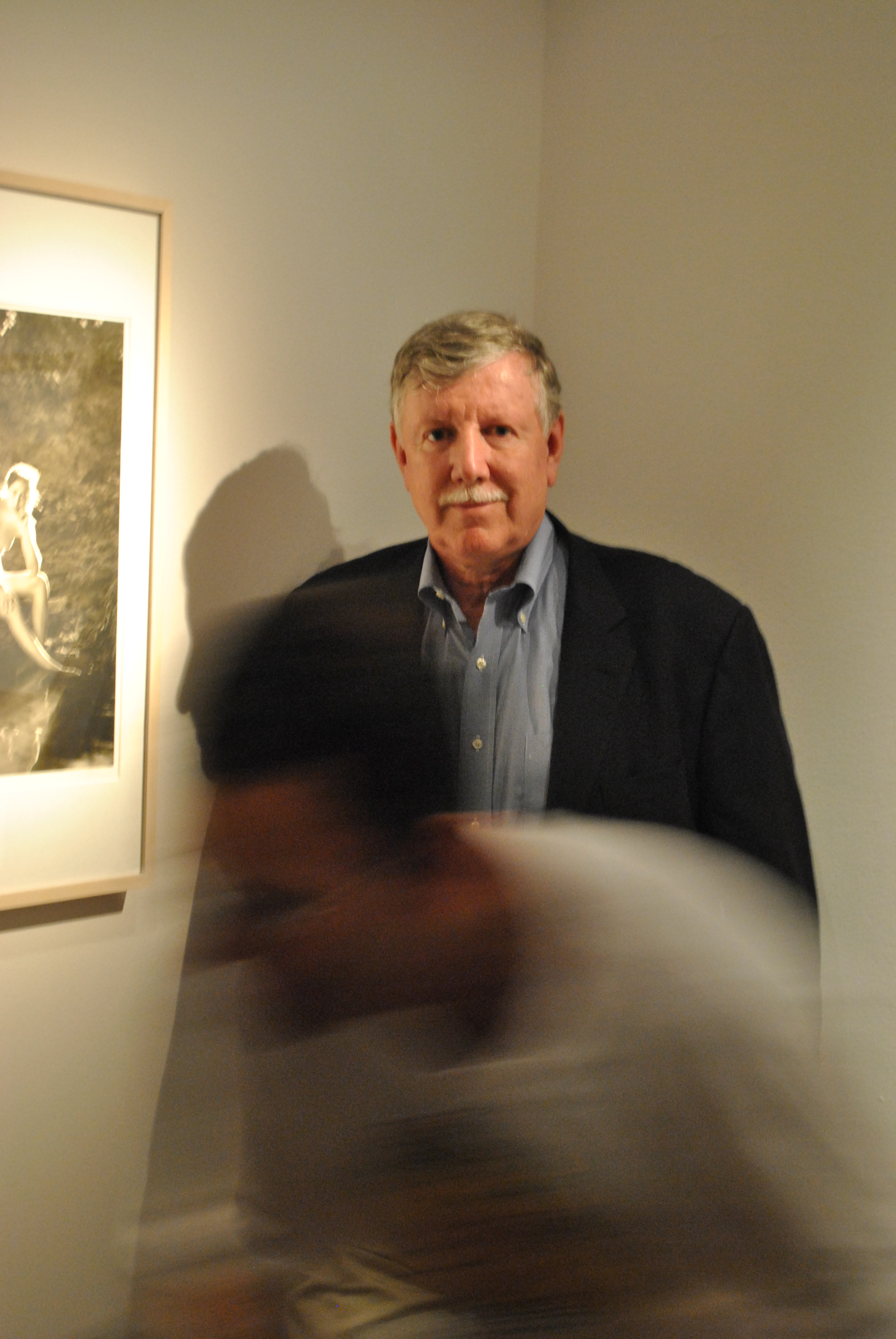
Jock Sturges 2013 in Brno.

Jock Sturges (* 1947 in New York) ist ein US-amerikanischer Fotograf.

## Leben
Sturges schloss sein Studium 1974 mit einem BFA in Wahrnehmungspsychologie und Fotografie am Marlboro College ab und graduierte 1985 als MFA in Fotografie am San Francisco Art Institute.
Bekannt wurde Jock Sturges durch seine Aufnahmen an FKK-Stränden in Kalifornien, Spanien und vor allem in Frankreich (Montalivet). Seine Bilder stellen vor allem nackte Mädchen und junge Frauen dar. Anders als etwa David Hamilton sieht Sturges seine Bilder nicht als sinnlich, erotisch oder gar pornografisch. Sie sollen im Gegenteil in erster Linie Schönheit, Zerbrechlichkeit und Vergänglichkeit zeigen.
In den USA wurde Sturges’ Büro 1990 vom FBI durchsucht und seine Bilder und seine Ausrüstung beschlagnahmt. Grund war der Vorwurf der Kinderpornografie. Diese Vorwürfe konnten nicht aufrechterhalten werden und er bekam seine Ausrüstung und seine Bilder zurück. Später im selben Jahr wurde er von der religiösen Rechten angegriffen. Durch Auftritte in TV-Sendungen und die Verteidigung durch viele Liberale in den USA konnte er auch diese Angriffe überstehen.
Seine Werke kann man heute im Metropolitan Museum of Art New York, dem Museum of Modern Art New York, der Bibliothèque nationale de France, dem Museum für Moderne Kunst in Frankfurt und dem San Francisco Museum of Modern Art sehen. Außerdem gab es Ausstellungen in Galerien in Tokio, Berlin, München, Brüssel und weiteren Städten auf der ganzen Welt.
Jock Sturges wurde 2021 zu einer Bewährungsstrafe von drei Jahren verurteilt, nachdem er gestand, in den 1970er-Jahren als 28-Jähriger Sex mit einer 14-Jährigen gehabt zu haben. Das Opfer ging auf eine Schule in Massachusetts, an der Sturges zu jener Zeit tätig war. Im Rahmen der Verhandlung bekannte sie gegenüber Sturges, dass sie aufgrund der Erfahrungen mit ihm an Depressionen und Abhängigkeit litt. Sturges habe Sex für sie nachhaltig „ruiniert“.

## Publikationen
- The Last Day of Summer. Aperture, New York 1991
Der letzte Tag des Sommers. Beiträge von Jayne Anne Phillips. Übersetzt von Elfriede Peschel. Knesebeck, Berlin 1996, gebunden, 96 S., ISBN 978-3-926901-84-2
- Radiant Identities. Aperture, New York 1994, 95 S., ISBN 0-89381-595-0
- Evolution of Grace. Gakken, Tokyo 1994
- Jock Sturges. Museum für Moderne Kunst, Frankfurt am Main, Scalo, Zürich 1996, 207 S., ISBN 978-3-931141-30-1
- Jock Sturges: New Work, 1996–2000. Scalo, Zürich 2000, 111 S., ISBN 3-908247-36-5
- Jock Sturges: Notes. Aperture, New York 2004, 95 S., ISBN 1-931788-47-2
- Jock Sturges: Twenty Five Years. Paul Cava Fine Art/Jock Sturges 2004, ISBN 978-3-936165-94-4
- Montage. Graham Webb International
- Standing on Water. Paul Cava Gallery, Philadelphia 1991, 20x24-Silbergelatine-Abzüge in einer Auflage von 40 Ausgaben
- Jock Sturges Color. Ataraxia Studios, Bensalem 2003, 28 S.
- Life~Time. Steidl, Göttingen 2008, 192 Seiten, ISBN 978-3-86521-700-4
- Misty Dawn. Portrait of a muse. Aperture, New York 2008, 167 S., ISBN 978-1-59711-074-7
- Fanny. Steidl, Göttingen 2014, 154 Seiten ISBN 978-3-86930-694-0

## Dokumentation
- Die Schönheit in uns. (US-Titel: Line of Beauty and Grace.) Dokumentation, Deutschland, USA, Frankreich, 2008, 52 Min., Buch und Regie: Christian Klinger, Daniela Krien, Produktion: Filmtank Hamburg Thomas Tielsch, ZDF, Erstsendung: arte, 31. Juli 2009, Inhaltsangabe von arte, Website zum Film